# 信義國小站
信義國小站位於高雄市新興區，為高雄捷運橘線及黃線（預定）的捷運車站。車站位於中正三路上、錦田路與民族二路間，站名取自其北側之「信義國小」，車站編號為O6/Y11。

## 歷史
- 2008年9月14日：隨著橘線正式通車而啟用。
- 2008年9月21日：舉行通車典禮。
- 2017年：啟用信義國小站遠距服務。
- 2017年3月23日：行政院宣布前瞻基礎建設計畫列入高雄捷運黃線之新版路線規劃，預定採用地下化之中運量捷運系統，初步路線規劃中本站將會設站。[1]

## 車站概要
本站前的中正三路及民族二路為高雄商辦集中地，大樓林立、商業發達。
本站於週日~週四 19:00-22:00時段（寒暑假期間除外），PAO無站務人員值班，如旅客無法進出車站或有諮詢需求時，可按壓PAO旁公務門邊的互動式螢幕服務鈴，待後台（美麗島站）人員接通後，旅客可與後台人員藉由互動式螢幕作視訊影音互動。

## 車站構造

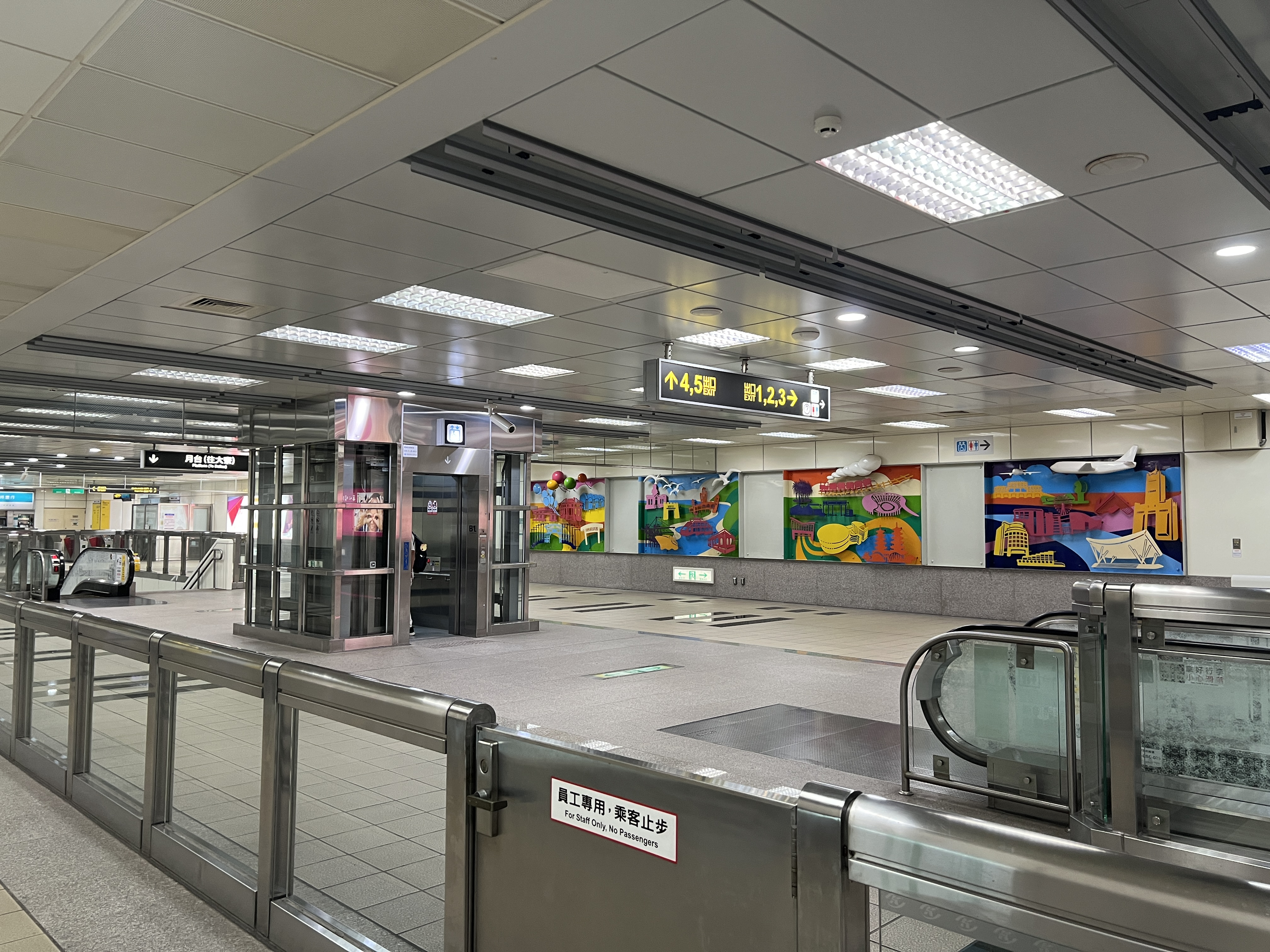
信義國小站穿堂

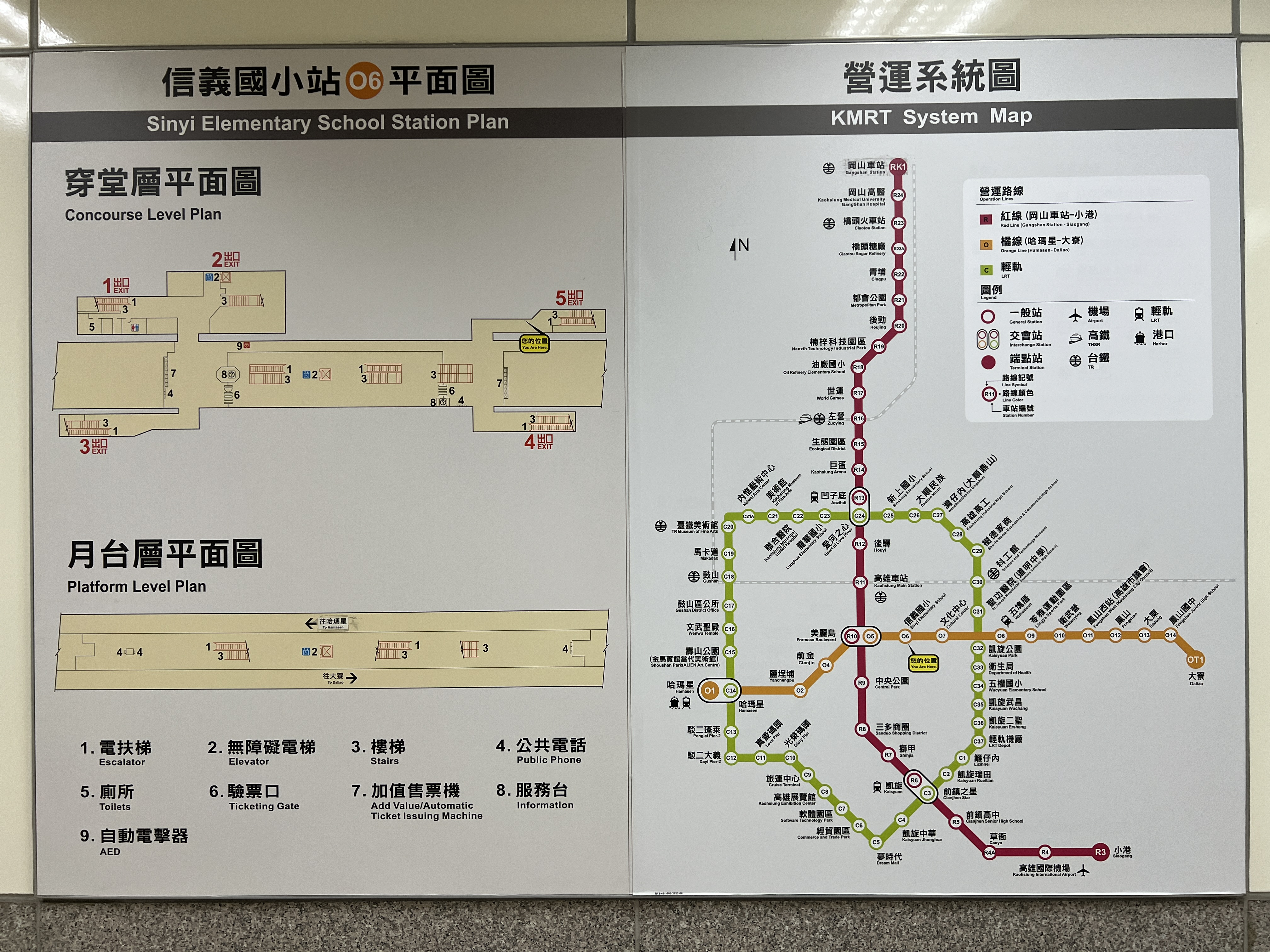
信義國小站平面圖

橘線車站為地下兩層島式月台車站，共設有5個出入口；
黃線車站為地下三層島式月台車站，預計會透過拆除4號出口興建連通道達成站內轉乘，並增設3個出入口。

### 車站樓層
| 地面      | 出入口                     | 出入口                                 |
| 地下 一樓 | 大廳層                     | 車站大廳、詢問處、自動售票機、驗票閘門 |
| 地下 一樓 | 大廳層                     | 洗手間（站體西側付費區外，近出口1）    |
| 地下 二樓 | 1號月台                    | ← 橘線 往哈瑪星方向（美麗島站）        |
| 地下 二樓 | 島式月台，左邊車門將會開啟 |                                        |
| 地下 二樓 | 2號月台                    | 橘線 往大寮方向（文化中心站）→         |
| 地下 三樓 | 1號月台                    | ← 黃線 往坔埔方向（民族車站）          |
| 地下 三樓 | 島式月台，左邊車門將會開啟 |                                        |
| 地下 三樓 | 2號月台                    | 黃線 往旅運中心方向（四維行政中心站）→ |

### 車站出口
出口1位於車站西端北側，出口2位於車站中段，出口3位於車站西端南側，出口4位於車站東端南側，出口5位於車站東端北側，無障礙電梯位於出口2。
| 出入口                      | 圖片 | 出入口資訊                                                                                  |
| --------------------------- | ---- | ------------------------------------------------------------------------------------------- |
| 出入口1 · 設有手扶梯        |      | 錦田路口（北）、信義國小（西）、新興區行政中心、逍遙園、YouBike微笑單車                     |
| 出入口2 · 設有電梯          |      | 開封路口（北）、信義國小（東）                                                              |
| 出入口3 · 設有手扶梯        |      | 錦田路口（南）、高雄市財稅行政大樓、國泰世華金融大樓、高雄市消防局新興分隊、YouBike微笑單車 |
| 出入口4 · 設有手扶梯        |      | 民族二路口（南）、高雄商旅飯店、鼎新公園、維士比大樓                                        |
| 出入口5 · 設有手扶梯        |      | 民族二路口（北）、國泰中正大樓、YouBike微笑單車                                             |
| 註： 設有電梯 \| 設有手扶梯 |      |                                                                                             |

## 利用狀況
根據2023年的資料，本站日均進出人次為4,961人，在高雄捷運系統中排名第24名。
| 年   | 全年    | 全年    | 全年      | 全年    | 單日平均 | 單日平均 |
| 年   | 上車    | 下車    | 上下車計  | 來源    | 上車     | 上下車   |
| ---- | ------- | ------- | --------- | ------- | -------- | -------- |
| 2008 | 136,447 | 141,330 | 277,777   | [ a ]   | 1,338    | 2,723    |
| 2009 | 483,627 | 490,652 | 974,279   | [ * 2 ] | 1,325    | 2,669    |
| 2010 | 517,201 | 536,637 | 1,053,838 | [ * 3 ] | 1,417    | 2,887    |
| 2011 | 598,804 | 616,016 | 1,214,820 | [ * 4 ] | 1,641    | 3,328    |
| 2012 | 685,500 | 705,375 | 1,390,875 | [ * 4 ] | 1,873    | 3,800    |
| 2013 | 714,489 | 740,987 | 1,455,476 | [ * 4 ] | 1,958    | 3,988    |
| 2014 | 728,987 | 756,108 | 1,485,095 | [ * 4 ] | 1,997    | 4,069    |
| 2015 | 719,710 | 748,929 | 1,468,639 | [ * 4 ] | 1,972    | 4,024    |
| 2016 | 745,305 | 781,484 | 1,526,789 | [ * 4 ] | 2,036    | 4,172    |
| 2017 | 781,926 | 816,913 | 1,598,839 | [ * 4 ] | 2,142    | 4,380    |
| 2018 | 840,635 | 880,851 | 1,721,486 | [ * 4 ] | 2,303    | 4,716    |
| 2019 | 907,521 | 943,609 | 1,851,130 | [ * 4 ] | 2,486    | 5,072    |

- 統計來源

註釋
1. ↑  9月21日起開始收費，運量從此日開始計102天[* 1] ）

來源資料
1. ↑  高雄捷運公司.  (PDF). 高雄市政府交通局: 頁10. 2009-01-10  [2019-05-05]. （原始内容存档 (PDF)于2019-10-27）.
2. ↑   (PDF). 高雄市政府捷運工程局: 13. 2009-01-10  [2019-10-27]. （原始内容存档 (PDF)于2019-10-27）.
3. ↑   (PDF). 高雄市政府捷運工程局: 13.   [2019-10-27]. （原始内容存档 (PDF)于2019-10-27）.
4. ↑  . 高雄市政府交通局. 2020-02-17  [2020-02-17]. （原始内容存档于2021-01-06）. 高雄市統計資訊服務網

## 外部連結
- 信義國小站（高雄捷運公司） （页面存档备份，存于）